# Angelo Tumminelli
Angelo Tumminelli (Milano, 30 agosto 1969) è un produttore teatrale e imprenditore italiano.

## Biografia
Nato a Milano, da una famiglia di imprenditori di origine siciliana trapiantata in Lombardia negli anni '50. Quarto di cinque figli, appena diciottenne si arruola come sottufficiale nel corpo dei Bersaglieri per poi congedarsi nel 1992. In seguito viene assunto dal Teatro Manzoni di Roma dove farà molteplici esperienze in campo tecnico in qualità di siparista, macchinista, elettricista e direttore di scena. In questo stesso periodo inizia una lunga e duratura collaborazione in campo organizzativo con Alberto Vernassa, esercente e organizzatore teatrale.
L'incontro con l'impresario Francesco Bellomo e l'attore e regista Michele Placido gli consentiranno di effettuare una serie di tournée teatrali nei ruoli di figurante, direttore di scena e amministratore di compagnia. Queste esperienze lo condurranno naturalmente nell'ambito della produzione teatrale, dapprima in veste di produttore esecutivo e nel 2001, con la fondazione della società Star Dust, esordisce come produttore indipendente con lo spettacolo Le Square di Marguerite Duras con protagonista l'attrice francese Fanny Ardant che per la prima volta si esibisce dal vivo in Italia nel teatro all'aperto dei giardini della Filarmonica Romana. Nello stesso anno contribuisce alla realizzazione dello spettacolo - concerto Il teatro immaginario di Hector Berlioz con Fanny Ardant e Jeffrey Tate messo in scena al Teatro La Fenice di Venezia.
La cifra stilistica che contraddistingue i propri lavori e lo rende un caso peculiare nel panorama dello spettacolo dal vivo italiano è la trasposizione teatrale di note opere cinematografiche. Sono infatti di Angelo Tumminelli le produzioni di Harry, ti presento Sally..., Quattro matrimoni e un funerale, L'apparenza inganna tratto dall'omonima pellicola di Francis Veber e, nel 2015, ha portato in scena la riduzione del film diretto nel 1969 da Stanley Donen: Quei due (Staircase). Un'altra caratteristica è stata quella di aver fatto debuttare e recitare in Italia alcuni attori di fama internazionale nella propria lingua madre; grazie ad Angelo Tumminelli, infatti, nel 2001 al Festival teatrale della Versiliana debutta Notturno Pirandelliano dove uno dei testi del noto drammaturgo siciliano, L'uomo dal fiore in bocca, veniva recitato dal Premio Oscar F. Murray Abraham e Michele Placido in inglese e simultaneamente tradotto da didascalie. Nel 2006, sempre nel contesto della Versiliana, sarà la volta della star Catherine Deneuve che, in coppia con Michele Placido, calcherà per la prima volta le scene dei teatri del Bel Paese con lo spettacolo Mi ricordo.
Nel 2008, contribuisce alla realizzazione della manifestazione denominata "Notti di Cinema", con la direzione artistica del Maestro Nunzio Areni, alla quale partecipano artisti di fama internazionale.
nel 2009, la manifestazione denominata "I magnifici sette", diretta dal Maestro Nunzio Areni, per il rilancio del turismo culturale della provincia di Caserta. Anche qui parteciperanno gli attori: Stefania Sandrelli, Isabella Ferrari, Giulio Scarpati, Fabrizio Bentivoglio, Michele Placido e Catherine Deneuve.
Nel 2009, su volontà della poetessa Alda Merini, ha realizzato il film documentario Alda Merini - Una donna sul palcoscenico, per la regia di Cosimo Damiano Damato, proiettato come evento speciale alle Giornate degli autori nell'ambito della 66ª Mostra internazionale d'arte cinematografica di Venezia.
Dal 2015 collabora alla realizzazione della manifestazione Passi nella neve - Il ghiacciaio di nessuno che si svolge annualmente sul Monte Adamello nelle trincee della prima guerra mondiale.
Nel 2016 Angelo Tumminelli fa esordire l'attrice, regista e sceneggiatrice Simona Izzo come drammaturga teatrale commissionandole e mettendo in scena il testo Figli, mariti, amanti...(Il maschio superfluo) che debutta con grande successo al Teatro dell'Aquila di Fermo.
All'attività di produttore ha affiancato nel corso degli anni anche quella di autore teatrale e musicale ed occasionalmente quella di doppiatore, prestando la voce al personaggio del "Colombo impiccione" nel film d'animazione La luna nel deserto per la regia di Cosimo Damiano Damato.
Svolge anche l'attività di rappresentante fiduciario di importanti autori italiani tra i quali Ettore Scola. Collabora inoltre alla realizzazione del premio "Pio Alferano", dedicato all'omonimo generale dei Carabinieri, diretto da Vittorio Sgarbi e presieduto da Santino Carta. 
Nel 2019 ha realizzato la produzione artistica del Festival dell'Essere, festival filosofico diretto da Vittorio Sgarbi.
Nel 2022 riporta sul palcoscenico, dopo vent'anni di assenza, l'attore e regista Sergio Castellitto con un testo di Margaret Mazzantini: Zorro, Un eremita sul marciapiede riscuotendo un grande successo di critica e pubblico. 
Nel 2023 ha fatto esordire come regista teatrale il giornalista, musicologo e drammaturgo Valerio Cappelli che ha diretto Moni Ovadia nello spettacolo “Gli occhiali di Sostakovic” scritto dallo stesso regista.
Nel 2023 collabora con il Meeting per l’amicizia fra i popoli per la realizzazione dello spettacolo di apertura “Monsieur Ibrahim e i fiori del Corano” di Eric-Emmanuel Schimitt con protagonista Sergio Rubini
Nel dicembre 2023 assume l'incarico di responsabile delle relazioni istituzionali presso il Centro Sperimentale di Cinematografia, affiancando il presidente Sergio Castellitto
Nel 2024 ha acquisito i diritti per portare in scena in Italia l'opera teatrale The Whale, di Samuel D. Hunter, da cui è stato tratto nel 2022 l'omonimo film di Darren Aronofsky.

### Vita privata
Si sposa nel 2007 nella Cattedrale di Piazza Armerina. Nel 2009 nasce la figlia Elena. 

## Teatrografia parziale
- Le square, regia di Fanny Ardant (2000)
- Un viaggio d'amore regia di Michele Placido (2000)
- Notturno pirandelliano (in lingua inglese), regia di Renato Giordano (2001)
- California Suite, regia di Nora Venturini (2001)
- L'apparenza inganna, regia di Nora Venturini (2003)
- La terra trema, regia di Walter Manfré (2004)
- Harry, ti presento Sally... , regia di Daniele Falleri (2004)
- Il dolce canto degli dei, regia di Renato Giordano (2005)
- Io e Pirandello (La carriola e L'uomo dal fiore in bocca), regia di Michele Placido (2005)
- Quattro matrimoni e un funerale, regia di Daniele Falleri (2006)
- Ritornare a sud, regia di Cosimo Damiano Damato (2007)
- Sono sfiorite le rose, regia di Cosimo Damiano Damato (2008)
- Odio e amo dal Mito a Spoon River, regia di Cosimo Damiano Damato (2008)
- Amadè, regia di Cosimo Damiano Damato (2008)
- L'intelligenza, regia di Cosimo Damiano Damato (2009)
- Mi ricordo, regia di Renato Giordano (2009)
- Il conte di Saint Germain regia di Cosimo Damiano Damato (2009)
- Femmina è la morte di Angelo Callipo, regia di Cosimo Damiano Damato (2009)
- Luigi Vanvitelli testi di Angelo Callipo, regia di Cosimo Damiano Damato (2009)
- L'amore è un delirio, regia di Cosimo Damiano Damato (2010)
- Femmina è la morte di Angelo Callipo, regia Cosimo Damiano Damato (2010)
- Faccio un numero a caso, regia di Sergio Rubini (2011)
- A cuore aperto, regia di Sergio Rubini (2011)
- Il catalogo, regia di Valerio Binasco (2012)
- Omero il mio nome è nessuno, regia di Giancarlo Giannini (2015)
- Fedra, regia di Isabella Ferrari (2015)
- Elena, regia di Giovanni Soldati (2015)
- Quei due (Staircase), regia di Roberto Valerio (2016)
- Figli, mariti, amanti...(il maschio superfluo), regia di Ricky Tognazzi (2016)
- Parole e musica (autori vari), regia di Giancarlo Giannini (2016)
- Inno all'amore (autori vari), regia di Michele Placido (2017)
- Un mare di miti (regia di Marcello Veneziani (2019)
- Ci sono giorni che non accadono mai di Valerio Cappelli, regia di Sergio Castellitto (2020)
- Zorro, un eremita sul marciapiede di Margaret Mazzantini, regia di Sergio Castellitto (2022)
- Gli Occhiali, di Sostakouic di Valerio Cappelli, regia di Valerio Cappelli (2023)

## Produzioni esecutive
- Brutte nuove, bella mia, regia di Fernando Balestra (1996)
- Fiori d'acciaio, regia di Teodoro Cassano (1997)
- Un mandarino per Teo, regia di Gino Landi (1998)
- La bisbetica domata con Michele Placido ed Elisabetta Pozzi, regia di Gigi Dall'Aglio (1998)
- Beffe della vita e della morte (L'uomo dal fiore in bocca e All'uscita di Luigi Pirandello), regia di Michele Placido (1998)
- La strana coppia, regia di Gianni Fenzi (2003)

## Filmografia
- Alda Merini - Una donna sul palcoscenico, regia di Cosimo Damiano Damato (2009)

## Premi e riconoscimenti
- 2009  XI Rassegna di Teatro – Scuola  “Pulcinellamente”.

Consegna della targa con la seguente motivazione: per la preziosa collaborazione.
- 2010 XII Rassegna di Teatro – Scuola “Pulcinellamente”

Consegna della targa con la seguente motivazione: per la sua preziosa collaborazione.
- 2012 III edizione Premio “Nisseni nel mondo”

Premio per l'imprenditoria (Soc. spettacolo)
Associazione Club Nissa - Comune di Caltanissetta
- 2016 XVIII Rassegna di Teatro – Scuola “Pulcinellamente”

Consegna della targa con la seguente motivazione: produttore di rara sensibilità umana, culturale ed artistica.
- 2018 XX Rassegna di Teatro - Scuola "Pulcinellamente"

Consegna del Premio "Amici di Pulcinellamente - costruttori di futuro" 
- 2019 XXI Rassegna di Teatro - Scuola "Pulcinellamente"

Consegna della targa con la seguente motivazione: per la grande sensibilità, immensa generosità e preziosa vicinanza.
- 2023 - Viene nominato Socio benemerito ANPS (Associazione nazionale Polizia Di Stato)
- 2024 - Menzione speciale Medea Odv, Ente non Governativo presso Camera dei Deputati -  con la seguente motivazione: per il lodevole impegno di diffusione del teatro e per la cooperazione internazionale in campo culturale.

## Onorificenze della Repubblica Italiana
– D.P.R del 27 dicembre 2006

Per particolari benemerenze acquisite verso la Nazione   
– D.P.R del 13 gennaio 2017
Per particolari benemerenze acquisite verso la Nazione 
– D.P.R. del 27 dicembre 2021
Per particolari benemerenze acquisite verso la Nazione 